# Aéroport de Thompson
L'aéroport de Thompson est un aéroport situé à 15,6 km au nord de Thompson au Manitoba au Canada. Il est le troisième aéroport le plus achalandé du Manitoba après l'aéroport international James Armstrong Richardson de Winnipeg et l'aéroport St. Andrews de Winnipeg (en).

## Lignes aériennes et destinations
| Ligne aérienne     | Destinations |
| ------------------ | --- |
| Calm Air           | Winnipeg |
| Perimeter Aviation | Brochet, Gods Lake Narrows, Gods River, Lac Brochet (en), Oxford House, Shamattawa, Tadoule Lake (en), Winnipeg, York Landing |